# 椎名亜衣
椎名 亜衣（しいな あい、1971年3月27日- ）は日本の女優。埼玉県出身。本名は小林 留美（こばやし るみ）。以前の芸名は椎名 ルミ。身長164cm。血液型はB型。
松竹歌劇団出身。映画デビュー作『あした』（1995）でヒロインの一人を演じ、ヌードを披露。その後もテレビドラマ、舞台を中心に活躍。

## 出演

### 映画
- あした（1995年、大林宣彦監督） - 安田沙由利役
- うなぎ（1997年、今村昌平監督）
- 三毛猫ホームズの推理 ＜ディレクターズ・カット＞（1998年、大林宣彦監督） - 乾由美子役
- ボクの、おじさん ＜THE CROSSING＞（2000年、東陽一監督） - 江口直子役

### テレビドラマ
- わが町VI（1995年10月、日本テレビ系・火曜サスペンス劇場） - 宏美 役
- なんでも屋探偵帳2（1996年5月、ABC=テレビ朝日系・土曜ワイド劇場）
- 三毛猫ホームズの推理 第1作（1996年9月、テレビ朝日系） - 乾由美子 役
- わが町VII（1996年10月22日、日本テレビ「火曜サスペンス劇場」） - 日高 役
- 快刀!夢一座七変化 第2話（1996年10月-1997年3月、テレビ朝日系）
- 主夫刑事と猛妻鑑識官の夫婦事件帳（1999年5月7日、フジテレビ系・金曜エンタテイメント）
- 殺人披露宴（1999年9月、テレビ朝日系・土曜ワイド劇場）
- 相棒 Season 2 第19話（2003年10月-2004年3月、テレビ朝日系）

### 舞台
- 松竹歌劇団「賢い女の愚かな選択」（1992年、サンシャイン劇場）
- シティオブエンジェルズ（1992年、京都南座・日生劇場）
- 嵐が丘（2002年、新橋演舞場）
- 青空美人プロデュース「空にかかわるもの」（2002年、下北沢ザ・スズナリ）
- 劇団OPA「ラプソディー」（2005年、シアターVアカサカ）